# Српски магазин
Годишњак „Српски магазин" (1896- 1897, Нови Сад- Дубровник), који је настао као један од покушаја настављања „Српско-далматинског магазина", издавао је и уређивао Дионисије Миковић, игуман рисанског манастира Бања, посвећен Св. великомученику Георгију. „Српски магазин“ је покренут у Боки которској. У то време Бока је под аустријском влашћу (од 1878. године административно у саставу провинције Далмације) и чинила погранични регион према Црној Гори. Цео приход од издавања „Српског магазина“ Миковић је уступио задарском „Српском гласу".